# Héctor Rodríguez Torres
Héctor Rodríguez Torres (Guanajay, 12 de agosto de 1951) es un deportista cubano que compitió en judo.
Participó en tres Juegos Olímpicos de Verano entre los años 1972 y 1980, obteniendo una medalla de oro en la edición de Montreal 1976 en la categoría de –63 kg. En los Juegos Panamericanos consiguió dos medallas en los años 1975 y 1979.
Ganó una medalla de bronce en el Campeonato Mundial de Judo de 1973.

## Palmarés internacional
| Juegos Olímpicos     | Juegos Olímpicos          | Juegos Olímpicos  | Juegos Olímpicos |
| Año                  | Lugar                     | Medalla           | Categoría        |
| -------------------- | ------------------------- | ----------------- | ---------------- |
| 1976                 | Montreal (Canadá)         | Medalla de oro    | –63 kg           |
| Campeonato Mundial   |                           |                   |                  |
| Año                  | Lugar                     | Medalla           | Categoría        |
| 1973                 | Lausana (Suiza)           | Medalla de bronce | –63 kg           |
| Juegos Panamericanos |                           |                   |                  |
| Año                  | Lugar                     | Medalla           | Categoría        |
| 1975                 | Ciudad de México (México) | Medalla de plata  | –63 kg           |
| 1979                 | San Juan (Puerto Rico)    | Medalla de bronce | –65 kg           |